# Acrolophus subfusca
Acrolophus subfusca är en fjärilsart som beskrevs av Edward Meyrick 1913. Acrolophus subfusca ingår i släktet Acrolophus och familjen Acrolophidae. Inga underarter finns listade i Catalogue of Life.